# Jim Thomas (tenisista)
Jim Thomas (ur. 24 września 1974 w Canton) – amerykański tenisista.

## Kariera tenisowa
Karierę profesjonalną Thomas rozpoczął w roku 1996, a zakończył w 2009.
W 2001 roku odniósł pierwsze turniejowe zwycięstwo w zawodach rangi ATP World Tour, w Auckland (razem z Mariusem Barnardem). W 2004 roku wygrał w turniej w Newport oraz Indianapolis (oba z Jordanem Kerrem). Czwarty deblowy triumf odniósł w 2005 roku w Newport (z Kerrem), a w 2006 roku na ziemnych kortach w Pörtschach, grając wspólnie z Paulem Hanleyem. W 2007 roku po raz trzeci zwyciężył w rozgrywkach w Newport, ponownie partnerując Jordanowi Kerrowi. Ponadto grał jeszcze w 7 finałach, najpierw w roku 2000 w Brighton (z Paulem Goldsteinem), potem w 2001 roku w Houston (z Kevinem Kimem) oraz Taszkencie (z Mariusem Barnardem), w 2005 roku w Delray Beach (z Jordanem Kerrem), w 2006 w San José, Indianapolis i Tokio (wszystkie z Paulem Goldsteinem).
Najwyżej sklasyfikowany w rankingu singlistów Thomas był w listopadzie 1998 roku, będąc na 288. miejscu, a w klasyfikacji deblistów w sierpniu 2006 roku zajmował 29. pozycję. W całej karierze zarobił 801 553 dolarów amerykańskich.

### Finały w turniejach ATP World Tour
| Legenda                                      |
| -------------------------------------------- |
| Wielki Szlem                                 |
| Igrzyska olimpijskie                         |
| Tennis Masters Cup / ATP Finals              |
| ATP Masters Series / ATP Tour Masters 1000   |
| ATP International Series Gold / ATP Tour 500 |
| ATP International Series / ATP Tour 250      |

#### Gra podwójna (6–7)
| Końcowy wynik | Nr | Data                | Turniej      | Nawierzchnia  | Partner        | Przeciwnicy                   | Wynik finału        |
| ------------- | -- | ------------------- | ------------ | ------------- | -------------- | ----------------------------- | ------------------- |
| Finalista     | 1. | 26 listopada 2000   | Brighton     | Twarda (hala) | Paul Goldstein | Michael Hill Jeff Tarango     | 3:6, 5:7            |
| Zwycięzca     | 1. | 14 stycznia 2001    | Auckland     | Twarda        | Marius Barnard | David Adams Martín García     | 7:6(10), 6:4        |
| Finalista     | 2. | 6 maja 2001         | Houston      | Ceglana       | Kevin Kim      | Mahesh Bhupathi Leander Paes  | 6:7(4), 2:6         |
| Finalista     | 3. | 16 września 2001    | Taszkent     | Twarda        | Marius Barnard | Julien Boutter Dominik Hrbatý | 4:6, 6:3, 11–13     |
| Zwycięzca     | 2. | 11 lipca 2004       | Newport      | Trawiasta     | Jordan Kerr    | Grégory Carraz Nicolas Mahut  | 6:3, 6:7(5), 6:3    |
| Zwycięzca     | 3. | 25 lipca 2004       | Indianapolis | Twarda        | Jordan Kerr    | Wayne Black Kevin Ullyett     | 6:7(7), 7:6(3), 6:3 |
| Finalista     | 4. | 6 lutego 2005       | Delray Beach | Twarda        | Jordan Kerr    | Simon Aspelin Todd Perry      | 3:6, 3:6            |
| Zwycięzca     | 4. | 10 lipca 2005       | Newport      | Trawiasta     | Jordan Kerr    | Graydon Oliver Travis Parrott | 7:6(5), 7:6(5)      |
| Finalista     | 5. | 19 lutego 2006      | San José     | Twarda (hala) | Paul Goldstein | Jonas Björkman John McEnroe   | 6:7(2), 6:4, 7–10   |
| Zwycięzca     | 5. | 28 maja 2006        | Pörtschach   | Ceglana       | Paul Hanley    | Oliver Marach Cyril Suk       | 6:3, 4:6, 10–5      |
| Finalista     | 6. | 23 lipca 2006       | Indianapolis | Twarda        | Paul Goldstein | Bobby Reynolds Andy Roddick   | 4:6, 4:6            |
| Finalista     | 7. | 8 października 2006 | Tokio        | Twarda        | Paul Goldstein | Ashley Fisher Tripp Phillips  | 2:6, 5:7            |
| Zwycięzca     | 6. | 15 lipca 2007       | Newport      | Trawiasta     | Jordan Kerr    | Nathan Healey Igor Kunicyn    | 6:3, 7:5            |